# Oliver Stević
Oliver Stević   (Šabac, 18 de gener de 1984) és un jugador de bàsquet serbi. Mesura 2,05 metres d'alçària i ocupa la posició de pivot.

## Carrera esportiva
Format a l'escola sèrbia, va viure a Polònia la seva primera experiència fora dels Balcans enrolat en el Slask Wroclaw. Tres anys més tard va retornar al seu país per jugar amb l'Estrella Roja. Després de jugar un any amb el Oldenburg alemany, va fitxar pel Bilbao Basket a l'octubre de 2011, any en què els bilbaïns van jugar l'Eurolliga, per suplir una lesió. De Bilbao va passar al Casale Monferrato italià amb el qual va disputar gairebé al complet la campanya 11/12.
El Stelmet Zielona Góra de Polònia va ser la seva destinació per a la temporada 12/13. Al costat de Walter Hodge i Quinton Hosley va formar la columna vertebral d'un equip que es va proclamar campió de lliga. Stević va tancar la campanya amb 12,4 punts, 7,3 rebots, 59 per cent en tirs de dos i 17 de valoració en lliga, mentre que en Eurocup va signar 13,7 punts i 7,4 rebots per partit.
Els diners de l'emergent lliga turca el va portar a fitxar pel Royal Hali Gaziantep on va estar dues temporades. A la 2013/2014 va fer 10,4 punts, 7,5 rebots (el vuitè millor de la lliga) i 16,1 de valoració (desè millor de la competició). En l'últim curs va estar llastrat per algun problema físic que li va restar protagonisme, tot i així ho va concloure com el desè màxim rebotejador de la lliga turca amb 6,7 rebutjos per partit i amb 11,3 de valoració mitjana en una mica menys de 20 minuts de joc per partit.
El 2015 es converteix en nou jugador del Montakit Fuenlabrada. A la temporada 2019-2020 signarà un contracte temporal fins a gener de 2020 amb el San Pablo Burgos. amb el qual jugarà a la Lliga Endesa i en la Basketball Champions League a causa de la lesió del pivot Goran Huskić. El mes de gener de 2020, després d'acabar el seu contracte amb l'equip burgalès, s'incorpora a les files del Club Joventut Badalona fins al final de temporada, per reforçar el club badaloní i suplir la lesió de Birgander.